# Eli Donat
Eli Donat (en llatí: Aelius Donatus) va ser un escriptor i gramàtic romà que va viure a Roma a la meitat del segle iv. Fou el preceptor de Jeroni d'Estridó.

## Obres
Amb el seu nom ens han arribat obres gramaticals i exegètiques.

### Ars grammatica
Pertany al primer grup l'Ars grammatica, que adquirí gran renom a l'antiguitat i que suscità l'interès de comentaristes posteriors, com Servi Maure Honorat, Cledoni i Pompeu Maure.
La primera part, l'Ars minor, més breu i simple, està dedicada als que comencen els estudis gramaticals. S'estructura amb un model de preguntes i respostes i tracta de les vuit parts del discurs (De octo partibus orationis).
La segona part, l'Ars maior, dividida en tres llibres, tracta de la fonètica, la mètrica i l'estilística.
Aquesta separació en dues parts, Ars minor i Ars maior, és conseqüència del progressiu abandó de la primera part, més simple, a favor de la segona, més completa, iniciat a l'època antiga (amb Pompeu) i que continuà posteriorment a l'època medieval. L'ars minor romangué nogensmenys fins al Renaixement com a text útil per a iniciar l'estudi del llatí.

### Comentari a Terenci
Entre les obres exegètiques, hi ha el comentari sobre les comèdies de Terenci, incomplet, ja que no ha arribat als nostres dies la part relativa a l'Heautontimoroumenos.
L'obra s'inicia amb una biografia del poeta, extreta del De viris illustribus de Suetoni, però ampliada pel mateix Eli Donat; segueix amb una introducció al gènere literari de la comèdia, i després amb un comentari sobre cada una de les comèdies de Terenci, cadascuna introduïda amb observacions sobre l'estructura, la història, els personatges i la trama. És molt conegut per la seva frase proverbial «Pereant qui ante nos nostra dixerunt», que és probablement una citació de Terenci.

### Comentari a Virgili
El comentari a Virgili, compost segurament abans del 363, ha arribat als nostres dies mutilat: romanen únicament la dedicatòria al seu patró, L. Munatius; la biografia del poeta; la introducció a les Bucòliques (§ 47-69) i l'inici de llur explicació (§ 70-72).
A la dedicatòria Donat exposa el mètode filològic que segueix, els fonaments del qual estan constituïts per la completesa i la brevetat, amb contínua referència a les seves fonts, sense excloure alguna intervenció personal.
La Vita o biografia està, en canvi, extreta de Suetoni, de la Vita Vergili que forma part del De poetis, secció perduda del De viris illustribus.
La introducció (Praefatio) a les Bucòliques està constituïda per una primera part sobre l'autor i el títol de l'obra, el gènere literari, els motius que induïren a Virgili a escriure l'obra i el seu significat. La segona part, en canvi, ofereix un comentari específic de l'obra, concentrant-se en els seus aspectes estilístics i mètrics o en una exegesi textual més precisa.

### Obres perdudes
No ha arribat als nostres dies el breu tractat De structuris et pedibus oratoriis, en el que Donat analitzava la mètrica.

## Edicions modernes
- Ars grammatica
  - A. M. Negri (ed.), Elio Donato. Ars grammatica maior, Reggio Emilia 1960.
  - W. J. Chase (ed.), The ars minor of Donatus, Madison 1926.
  - A. Schönberger: Die Ars minor des Aelius Donatus: lateinischer Text und kommentierte deutsche Übersetzung einer antiken Elementargrammatik aus dem 4. Jahrhundert nach Christus, Frankfurt am Main 2008, ISBN 978-3-936132-31-1.
  - A. Schönberger: Die Ars maior des Aelius Donatus: lateinischer Text und kommentierte deutsche Übersetzung einer antiken Lateingrammatik des 4. Jahrhunderts für den fortgeschrittenen Anfängeruntericht, Frankfurt am Main 2009, ISBN 978-3-936132-32-8.
- Comentari a Terenci
  - P. Wessner (ed.), Aelius Donatus. Commentum Terentii, Leipzig 1902-1905.

- Comentari a Virgili
  - G. Brugnoli, Donato Elio, a Enciclopedia virgiliana, II, Roma 1985, pp. 125-127.
  - G. Brugnoli, Vitae Vergilianae, a Enciclopedia virgiliana, V, Roma 1990, pp. 570-580.